# Levent Kartop
Levent Kartop (* 21. August 1979 in Denizli) ist ein ehemaliger türkischer Fußballspieler, der zuletzt bei Eyüpspor unter Vertrag stand. Durch seinen Geburtsort Denizli und seine Spielzeiten für Denizlispor wird er mit diesem Verein assoziiert.

## Spielerkarriere

### Verein
Kartop begann seine Karriere in dem Verein seiner Heimatstadt Denizlispor bereits in der Jugend. Als Lizenzspieler blieb er insgesamt acht Jahre bei diesem Verein, wobei er nur in der Saison 1998/99 zu Muğlaspor und Nevşehirspor ausgeliehen wurde, um Spielpraxis zu sammeln.
Sein Debüt in der Süper Lig gab er am 11. Mai 1997 im Auswärtsspiel gegen Trabzonspor. Seine erfolgreichste Saison verbrachte Kartop in der Saison 2002/03, als er mit Denizlispor im UEFA-Pokal das Achtelfinale erreichte. Dabei hatte er auch einen entscheidenden Anteil.
Nach weiteren Stationen, unter anderem bei Konyaspor, Antalyaspor und einem Auslandsaufenthalt in Aserbaidschan bei Neftchi Baku, beendete er Ende 2012 seine aktive Fußballkarriere.

### Nationalmannschaft
Kartop spielte in der Saison 2000/01 dreimal für die türkische U-21-Nationalmannschaft.

## Trainerkarriere
In der Saison 2014/15 assistierte er Özcan Bizati als Co-Trainer bei seinem Jugendverein Denizlispor.